# Ann Meyers
Ann Meyers Drysdale (ur. 26 marca 1955 w San Diego jako Ann Elizabeth Meyers) – amerykańska koszykarka występująca na pozycjach rozgrywającej oraz rzucającej. Mistrzyni mistrzyni świata oraz igrzysk panamerykańskich, wicemistrzyni olimpijska, członkini kilku różnych galerii sław koszykówki. Po zakończeniu kariery zawodniczej komentatorka oraz dziennikarka sportowa, generalna menadżer zespołu WNBA, Phoenix Mercury oraz wiceprezes zespołu NBA – Phoenix Suns. Obecnie wiceprezes klubu Phoenix Mercury oraz komentatorka spotkań Phoenix Suns.
Uprawiała wiele różnych dyscyplin sportowych. Będąc jeszcze w liceum otrzymywała oferty stypendiów w siedmiu różnych dyscyplinach sportowych (m.in.: softball, badminton, hokej na trawie, tenis, koszykówka). Zdobyła trzynaście nagród MVP w różnych dyscyplinach. Poprowadziła swoją szkolną drużynę koszykówki do rekordowego rezultatu 80–5.
Jej starszy o dwa lata brat – Dave, także występował w UCLA, gdzie zdobył dwa tytuły mistrzowskie NCAA (1973, 1975), a następnie przez pięć (1975–1980) lat w NBA (Milwaukee Bucks.
Została pierwszą w historii zawodniczką:
- która otrzymała pełne stypendium sportowe od uczelni UCLA
- która została powołana do kadry seniorek Stanów Zjednoczonych, będąc jeszcze w szkole średniej
- akademicką, która została zaliczona czterokrotnie z rzędu do składu Kodak All-America
- która podpisała umowę ($50000 $) i zaliczyła obóz szkoleniowy z zespołem NBA (Indiana Pacers – wrzesień 1979).

1 listopada 1986 roku poślubiła członka Galerii Sław Baseballu klubu Los Angeles Dodgers – Dona Drysdale'a. Był to pierwszy przypadek oboje małżonków zostali zaliczeni do rozmaitych galerii sław sportu. Mają troje dzieci Dona Juniora (DJ), Darrena oraz córkę Drew.
3 lipca 1993 roku została wdową po tym, jak Don Drysdale zmarł na atak serca w Montrealu.
Jako komentatorka sportowa pracowała dla NBC Sports, ESPN oraz ABC Sports. W 2012 roku rozpoczęła komentowanie spotkań klubu Phoenix Suns.

## Osiągnięcia
Na podstawie, o ile nie zaznaczono inaczej.
NCAA
- Mistrzyni AIAW (1978)
- Zaliczana do składów Kodak All-American (1975–1978)
- Laureatka:
  - Broderick Cup (1978)
  - Honda Award (1978)
- Uczelnia UCLA zastrzegła należący do niej numer 15 (3 lutego 1990)

Indywidualne
- MVP WBL (1980)
- Liderka strzelczyń WBL (1980)
- Wybrana do:
  - Galerii Sław FIBA (2007)
  - Żeńskiej Galerii Sław Koszykówki (1999)
  - Koszykarskiej Galerii Sław im. Jamesa Naismitha (1993)
  - Galerii Sław Sportu Szkół Średnich (1995)
  - Wooden All-Time All-American (2001)
  - Galerii Sław Sportu uczelni UCLA (1988)
- Laureatka:
  - United States Sports Academy's (USSA) Ronald Reagan Media Award (2006) przyznawanej komentatorom oraz dziennikarzom sportowym.
  - NCAA Silver Anniversary Awards (2003)

Reprezentacja
- Mistrzyni:
  - świata (1979)
  - igrzysk panamerykańskich (1975)
- Wicemistrzyni:
  - olimpijska (1976)
  - Uniwersjady (1977)
  - igrzysk panamerykańskich (1979)
- Zdobywczyni Pucharu R. Williama Jonesa (1979)